# Jackie Oliver
Jack Keith „Jackie“ Oliver (* 14. August 1942 in Chadwell Heath, Essex) ist ein ehemaliger englischer Automobilrennfahrer und Teamchef in der Formel 1.

## Karriere als Fahrer
Jackie Oliver begann 1961 sein langes Engagement im internationalen Motorsport. Zuerst fuhr er in den frühen 1960er Jahren auf einem Mini Cooper, danach mit einem Lotus Elan erfolgreich in der englischen Tourenwagen- und GT-Szene. Die folgende Zeit in der Formel 3 gestaltete sich mangels brauchbaren Wagenmaterials schwierig. Oliver hatte aber das, was man heute „natürlichen Speed“ nennt, und bekam trotz einiger Misserfolge 1967 einen Vertrag für die Formel 2.

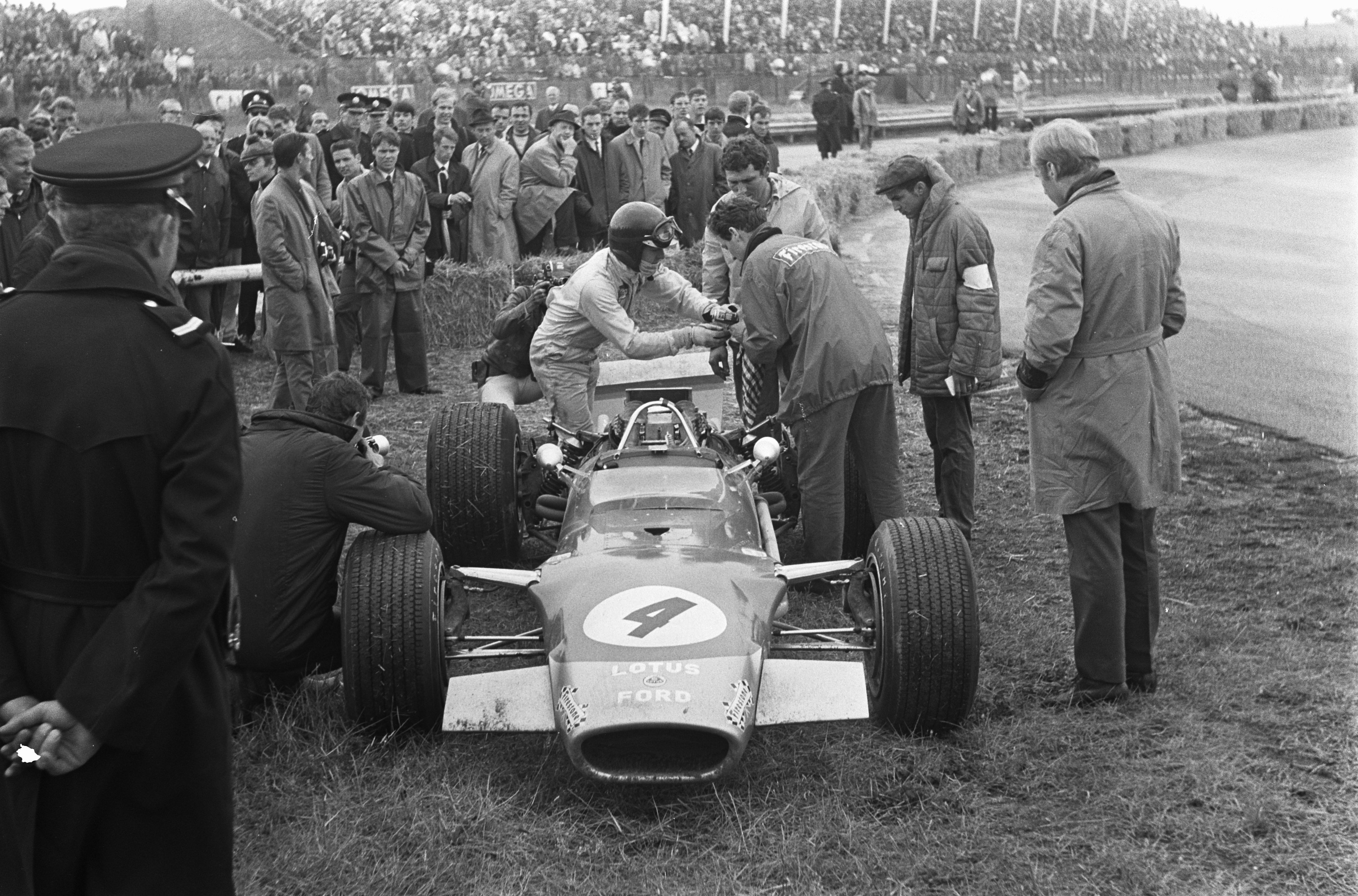
Jackie Oliver neben dem Werks-Lotus 49, nach dem Ausfall beim Großen Preis der Niederlande 1968

Colin Chapman bot ihm einen seiner Werks-Lotus Formel 2 an und Oliver griff dankbar zu. Er fuhr die Europameisterschaft der Formel 2 für das Team und debütierte im selben Jahr auch in der Formel 1. Beim Großen von Deutschland am Nürburgring ging er in der Formel-2-Klasse an den Start (um die Startfelder am langen Nürburgring aufzufüllen, fuhren Ende der 1960er Jahre beim Grand Prix auch Wagen der Formel 2). Oliver gewann seine Klasse und schaffte damit einen hervorragenden fünften Platz in der Gesamtwertung.
Nach dem tragischen Tod von Jim Clark im Frühjahr 1968 rückte Oliver in das Formel-1-Team von Lotus auf und wurde Teamkollege von Graham Hill. Oliver war beständig schnell, konnte aber Jim Clark nie vollwertig ersetzen. Er führte im britischen Grand Prix in Brands Hatch (späterer Ausfall durch Motorschaden) und erreichte erst beim letzten Saisonlauf in Mexiko-Stadt mit dem dritten Rang seine beste Saisonplatzierung und sein erstes Podium.
1969 war nach der Verpflichtung von Jochen Rindt kein Platz mehr für Oliver bei Lotus. Er wechselte zu B.R.M. und schaffte in zwei Jahren nur vier Zielankünfte für das britische Team, davon zweimal in den Punkten. Beim Großen Preis von Mexiko 1969 wurde er Sechster und beim Großen Preis von Österreich 1970 Fünfter.
Im Unterschied zur Formel 1 konnte Oliver im Sportwagen große Erfolge feiern. Ab 1969 fuhr er für John Wyer. Gemeinsam mit Jacky Ickx gewann er 1969 die 12 Stunden von Sebring und nach einem dramatischen Finale auch die 24 Stunden von Le Mans auf einem Ford GT 40. 1971 siegte er bei den 24 Stunden von Daytona und bei den 1000 km von Monza mit Pedro Rodríguez als Partner, diesmal mit einem Porsche 917.

## Karriere als Teamchef
Oliver führte das lange Zeit in der Formel-1-WM vertretene Team Arrows, das auch unter dem Namen Footwork in der Formel 1 fuhr. Die Teamgründer Franco Ambrosio (A), Alan Rees (R), Jackie Oliver (O), Dave Wass (W) und Tony Southgate (S) gaben dem Team mit ihren Anfangsbuchstaben seinen Namen. Da Jackie Oliver nicht nur ein guter Geschäftsmann war, sondern auch ein exzellenter Diplomat (was in der damaligen Formel 1 wichtiger war, als es heute ist), einigten sich die Teamgründer darauf, dass Oliver die Teamleitung übernehmen solle.
Oliver führte das Team zu einigen Erfolgen wie dem vierten Platz in der Konstrukteurs-WM 1988 (damals unter dem Namen „Footwork“). Mit der Zeit wurden dann immer mehr Anteile vom Arrows-Rennstall an Tom Walkinshaw verkauft, sodass Jackie Oliver sich nach und nach aus der Formel 1 zurückzog.

## Statistik

### Statistik in der Automobil-Weltmeisterschaft

#### Einzelergebnisse
| Saison | 1   | 2   | 3   | 4   | 5   | 6   | 7   | 8   | 9   | 10  | 11  | 12  | 13 | 14 | 15 | 16 | 17 |
| ------ | --- | --- | --- | --- | --- | --- | --- | --- | --- | --- | --- | --- | -- | -- | -- | -- | -- |
| 1967   |     |     |     |     |     |     |     |     |     |     |     |     |    |    |    |    |    |
|        |     |     |     |     |     | 51  |     |     |     |     |     |     |    |    |    |    |    |
| 1968   |     |     |     |     |     |     |     |     |     |     |     |     |    |    |    |    |    |
|        |     | DNF | 5*  | NC  |     | DNF | 11  | DNF | DNF | DNS | 3   |     |    |    |    |    |    |
| 1969   |     |     |     |     |     |     |     |     |     |     |     |     |    |    |    |    |    |
| 7      | DNF | DNF | DNF |     | DNF | DNF | DNF | DNF | DNF | 6   |     |     |    |    |    |    |    |
| 1970   |     |     |     |     |     |     |     |     |     |     |     |     |    |    |    |    |    |
| DNF    | DNF | DNF | DNF | DNF | DNF | DNF | DNF | 5   | DNF | NC  | 7   | DNF |    |    |    |    |    |
| 1971   |     |     |     |     |     |     |     |     |     |     |     |     |    |    |    |    |    |
|        |     |     |     |     | DNF |     | 9   | 7   |     |     |     |     |    |    |    |    |    |
| 1972   |     |     |     |     |     |     |     |     |     |     |     |     |    |    |    |    |    |
|        |     |     |     |     |     | DNF |     |     |     |     |     |     |    |    |    |    |    |
| 1973   |     |     |     |     |     |     |     |     |     |     |     |     |    |    |    |    |    |
|        |     | DNF | DNF | DNF | 10  | DNF | DNF | DNF | DNF | 8   | DNF | 11  | 3  | 13 |    |    |    |
| 1977   |     |     |     |     |     |     |     |     |     |     |     |     |    |    |    |    |    |
|        |     |     |     |     |     |     | 9   |     |     |     |     |     |    |    |    |    |    |

1 Teilnahme als Formel-2-Pilot, keine WM-Punkte
| Legende  | Legende            | Legende                                                          |
| Farbe    | Abkürzung          | Bedeutung                                                        |
| -------- | ------------------ | ---------------------------------------------------------------- |
| Gold     | –                  | Sieg                                                             |
| Silber   | –                  | 2. Platz                                                         |
| Bronze   | –                  | 3. Platz                                                         |
| Grün     | –                  | Platzierung in den Punkten                                       |
| Blau     | –                  | Klassifiziert außerhalb der Punkteränge                          |
| Violett  | DNF                | Rennen nicht beendet (did not finish)                            |
| Violett  | NC                 | nicht klassifiziert (not classified)                             |
| Rot      | DNQ                | nicht qualifiziert (did not qualify)                             |
| Rot      | DNPQ               | in Vorqualifikation gescheitert (did not pre-qualify)            |
| Schwarz  | DSQ                | disqualifiziert (disqualified)                                   |
| Weiß     | DNS                | nicht am Start (did not start)                                   |
| Weiß     | WD                 | zurückgezogen (withdrawn)                                        |
| Hellblau | PO                 | nur am Training teilgenommen (practiced only)                    |
| Hellblau | TD                 | Freitags-Testfahrer (test driver)                                |
| ohne     | DNP                | nicht am Training teilgenommen (did not practice)                |
| ohne     | INJ                | verletzt oder krank (injured)                                    |
| ohne     | EX                 | ausgeschlossen (excluded)                                        |
| ohne     | DNA                | nicht erschienen (did not arrive)                                |
| ohne     | C                  | Rennen abgesagt (cancelled)                                      |
| ohne     | keine WM-Teilnahme |                                                                  |
| sonstige | P/fett             | Pole-Position                                                    |
| sonstige | 1/2/3/4/5/6/7/8    | Punktplatzierung im Sprint-/Qualifikationsrennen                 |
| sonstige | SR/kursiv          | Schnellste Rennrunde                                             |
| sonstige | *                  | nicht im Ziel, aufgrund der zurückgelegten Distanz aber gewertet |
| sonstige | ()                 | Streichresultate                                                 |
| sonstige | unterstrichen      | Führender in der Gesamtwertung                                   |

### Le-Mans-Ergebnisse
| Jahr | Team                             | Fahrzeug     | Teamkollege     | Platzierung | Ausfallgrund     |
| ---- | -------------------------------- | ------------ | --------------- | ----------- | ---------------- |
| 1968 | John Wyer Automotive Engineering | Ford GT40    | Brian Muir      | Ausfall     | Kupplungsschaden |
| 1969 | John Wyer Automotive Engineering | Ford GT40    | Jacky Ickx      | Gesamtsieg  |                  |
| 1971 | John Wyer Automotive Engineering | Porsche 917L | Pedro Rodríguez | Ausfall     | Ölpumpe          |

### Sebring-Ergebnisse
| Jahr | Team                              | Fahrzeug     | Teamkollege     | Platzierung | Ausfallgrund |
| ---- | --------------------------------- | ------------ | --------------- | ----------- | ------------ |
| 1969 | J. W. Automotive Engineering Ltd. | Ford GT40    | Jacky Ickx      | Gesamtsieg  |              |
| 1971 | J. W. Automotive Engineering Ltd. | Porsche 917K | Pedro Rodríguez | Rang 4      |              |

### Einzelergebnisse in der Sportwagen-Weltmeisterschaft
| Saison | Team                             | Rennwagen                     | 1   | 2   | 3   | 4   | 5   | 6   | 7   | 8   | 9   | 10  | 11  | 12  | 13  | 14  |
| ------ | -------------------------------- | ----------------------------- | --- | --- | --- | --- | --- | --- | --- | --- | --- | --- | --- | --- | --- | --- |
| 1967   | Drury Racing Dawnay Racing Lotus | Ford GT40 Lotus 47            | DAY | SEB | MON | SPA | TAR | NÜR | LEM | HOK | MUG | BRH | CCE | ZEL | OVI | NÜR |
| 1967   | Drury Racing Dawnay Racing Lotus | Ford GT40 Lotus 47            |     |     | DNF | 8   |     |     |     |     |     | 9   |     |     |     |     |
| 1968   | Lotus JW Automotive              | Lotus 47                      | DAY | SEB | BRH | MON | TAR | NÜR | SPA | WAT | ZEL | LEM |     |     |     |     |
| 1968   | Lotus JW Automotive              | Lotus 47                      |     |     | 10  |     |     |     |     |     |     | DNF |     |     |     |     |
| 1969   | JW Automotive                    | Ford GT40 Mirage M2 Mirage M3 | DAY | SEB | BRH | MON | TAR | SPA | NÜR | LEM | WAT | ZEL |     |     |     |     |
| 1969   | JW Automotive                    | Ford GT40 Mirage M2 Mirage M3 | 26  | 1   | DNF |     |     | DNF | DNF | 1   | DNF | DNF |     |     |     |     |
| 1970   | Scuderia Ferrari                 | Ferrari 512S                  | DAY | SEB | BRH | MON | TAR | SPA | NÜR | LEM | WAT | ZEL |     |     |     |     |
| 1970   | Scuderia Ferrari                 | Ferrari 512S                  | 8   |     |     |     |     |     |     |     |     |     |     |     |     |     |
| 1971   | JW Automotive                    | Porsche 917                   | BUA | DAY | SEB | BRH | MON | SPA | TAR | NÜR | LEM | ZEL | WAT |     |     |     |
| 1971   | JW Automotive                    | Porsche 917                   | 2   | 1   | 4   | DNF | 1   | 1   |     |     | DNF |     |     |     |     |     |
| 1976   | Shadow                           | Shadow DN4                    | MUG | VAL | NÜR | MON | SIL | IMO | NÜR | ZEL | PER | WAT | MOS | DIJ | DIJ | SAL |
| 1976   | Shadow                           | Shadow DN4                    |     |     |     |     |     |     |     | 1   |     |     |     |     |     |     |